# مول الإمارات
مول الإمارات  هو مركز تسوق في البرشاء بمدينة دبي، الإمارات العربية المتحدة. يمتلكها الآن ماجد الفطيم (شركة ماجد الفطيم القابضة ام.ايه.اف). وقد صممته الشركة الأمريكية المعمارية، معماريون الـ اف + ايه. وقبل افتتاح دبي مول (أكبر المراكز التجارية في العالم)، كان مول الإمارات أكبر مركز تسوق في الشرق الأوسط.
ومساحته التي تشمل 2,400,000 قدم مربع (220,000 م2) المحلات التجارية والمركز ككل تصل إلى ما يقرب من 6,5 مليون قدم مربع. وفي المنظور العالمي، يعتبر مركز جنوب الصين «دنجوان» هو ثاني أكبر مراكز التسوق في العالم، حيث يحتوي على 7,100,000 قدم مربع (660,000 م2) مساحات للتسوق بمجمع أبنية تقدر تقريبيا. 9,600,000 قدم مربع (890,000 م2)، 

## سماته

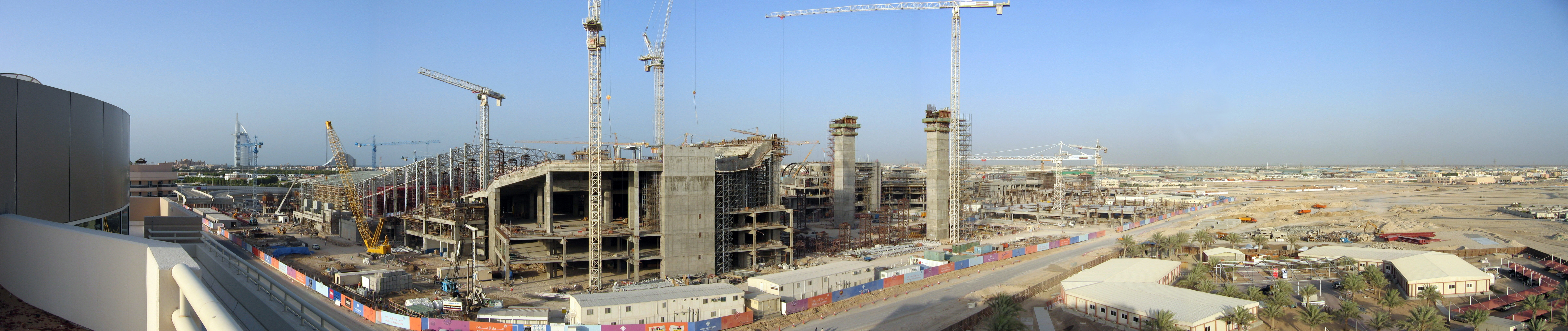
مركز الإمارات التجاري تحت الإنشاء في نوفمبر 2004

على الرغم من أنه يبرز نقاط الجذب المعتادة لمراكز التسوق (دور سينما 14 شاشة، وساحة الألعاب، والمجموعة المعتادة من المتاجر المتنوعة، ومسرح كبير)، فإن أكبر ادعاء لها بالشهرة هو أول منحدر تزلج داخلي في الشرق الأوسط، تزلج دبي. وبمنطقة التزلج، واحدة من أكبر المناطق في العالم، فإن مركز الإمارات يسعى إلى تمييز نفسه عن الاثنى عشر مركز ،أو ما يقارب، التي انشاؤها حديثا في دبي والإمارات المجاورة. تم افتتاح نصف المركز في سبتمبر 2005، ثم افتتح رسميا في أواخر نوفمبر 2005 مع افتتاح منطقة التزلج، على الرغم من أنه قد بدأ تشغيلها منذ عدة أسابيع. والمركز متصل بمحطة مترو دبي (محطة مركز الإمارات) على الخط الأحمر.
وقد افتتحت مجموعة العقاد متجر كبير للمنتجات الخالية من المواد الكيماوية على مساحة 10،000 قدم مربع بالقرب من المركز، وهو الثاني في تاريخ البلاد.

## أصحاب الهمم
في 2019 أعلن «مول الإمارات» عن توفير كراسي متحركة مجانية لأصحاب الهمم عند كافة المداخل الرئيسية للمركز، وذلك في خطوة تهدف إلى الإسهام  في الوصول  إلى  الرؤية الحكومية الهادفة  إلى جعل دولة الإمارات دولة صديقة لأصحاب الهمم بحلول العام 2020.

## الاستدامة
حصل مول الامارات على شهادة لييد من الفئة البلاتينية للعمليات التشغيلية والصيانة، حيث نجح المول في توفير 53.2 مليون كيلوواط ساعي من الطاقة و141.400 متر مكعب من المياه في مختلف عملياته، وهي الفئة الأعلى في نظام لييد لتقييم المباني الخضراء، حيث تم تقييم الأداء البيئي في خمس فئات هي الطاقة والمياه والنفايات والنقل والتجربة البشرية.

## المرافق الترفيهية
يضم المول مجموعة من المرافق الترفيهية المتنوعة:
- سكي دبي الإمارات مول
- مسرح مول الإمارات، حيث يوجد في المول مسرحين، يتكون المسرح الكبير من طابقين بسعة 500 كرسي ويقدم مجموعة من الفعاليات المتنوعة والأمسيات الموسيقية.[6]
- مول الإماراتفوكس سينما

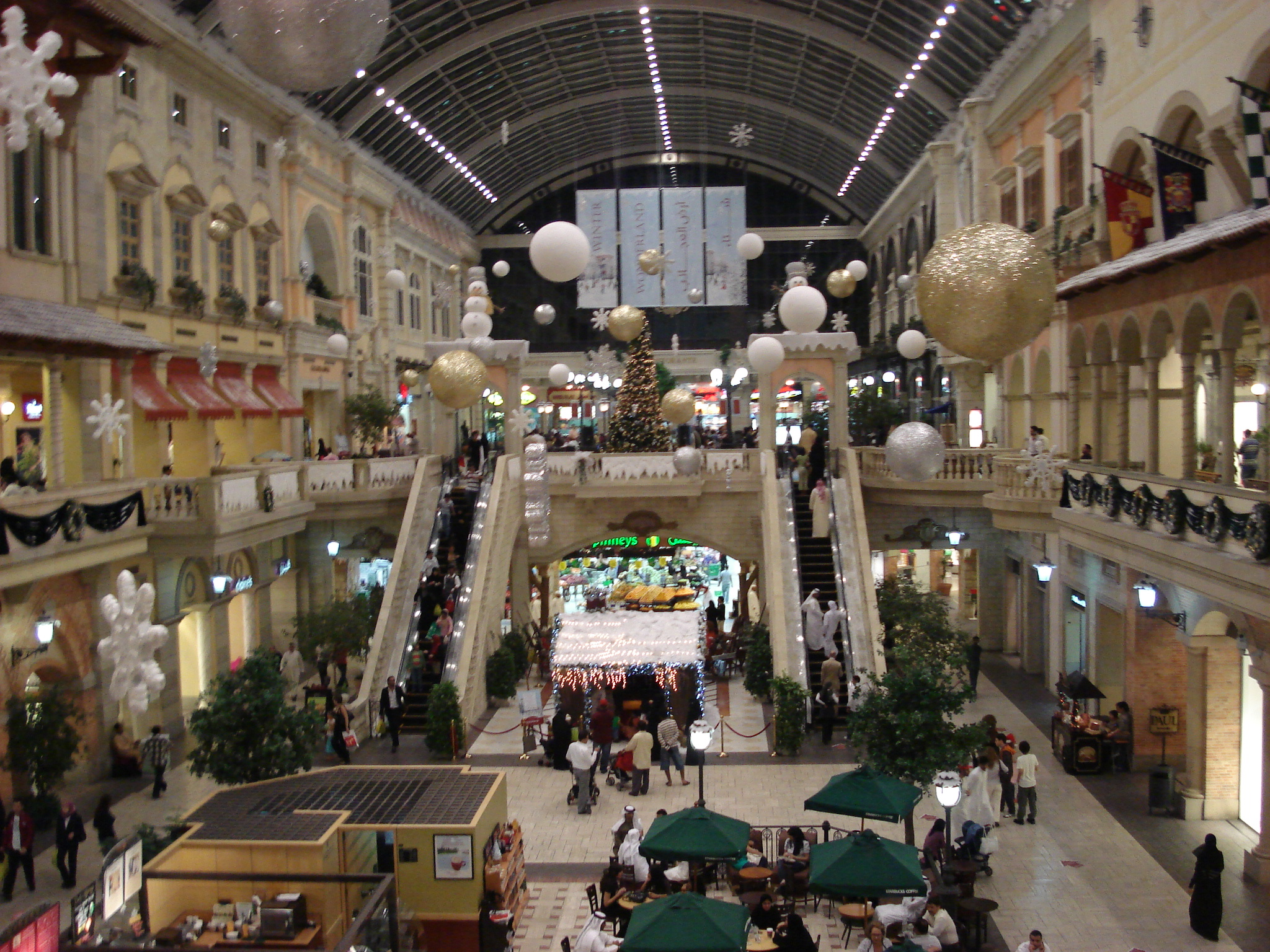
مول الإمارات

- دريم سكيب وهو عبارة عن مجموعة كبيرة من ألعاب الواقع الإفتراضي.
- يلا بولنغ
- ماجيك بلانيت

## المحلات
- ألفريد دنهيل
- اكسيوم تليكوم
- بى.سى.بى.جى ماكس ازيرا
- بوردرز
- بروكس براذرز
- بربري
- سنتربوينت
- بولجاري
- كارولينا هيريرا
- كارفور
- دبنهامز
- دي أند جي
- ديزل اس.بى.ايه.الديزل ل.أ.
- دكني
- دولشي أند جابانا
- إيرمينيجيلدو زيجنا
- امبريو ارماني
- إسكادا
- فور ايفر 21
- جوتشى
- اتش اند ام
- هارفي نيكولز
- هوجو بوس
- هوغو بوس أورانج
- جمبو للالكترونيات
- كينيث كول
- لاكوست
- لويس فويتون
- مونت بلانك
- بول سميث
- روبرتو كافالي
- سالفاتور فيراجامو
- تيفاني آند كو
- فيرساتشي
- فيرجن ميجاستور
- إيف سان لورنت

## المطاعم
- مطعم ترايبس للمأكولات الأفريقية
- مطعم الجناح الهندي
- مطعم سلمونتيني
- جست فلافل
- مطعم ألماظ باي مومو
- مطعم زعتر وزيت
- مطعم الحلاب
- ذا تشيز كيك فاكتوري

## معرض الصور

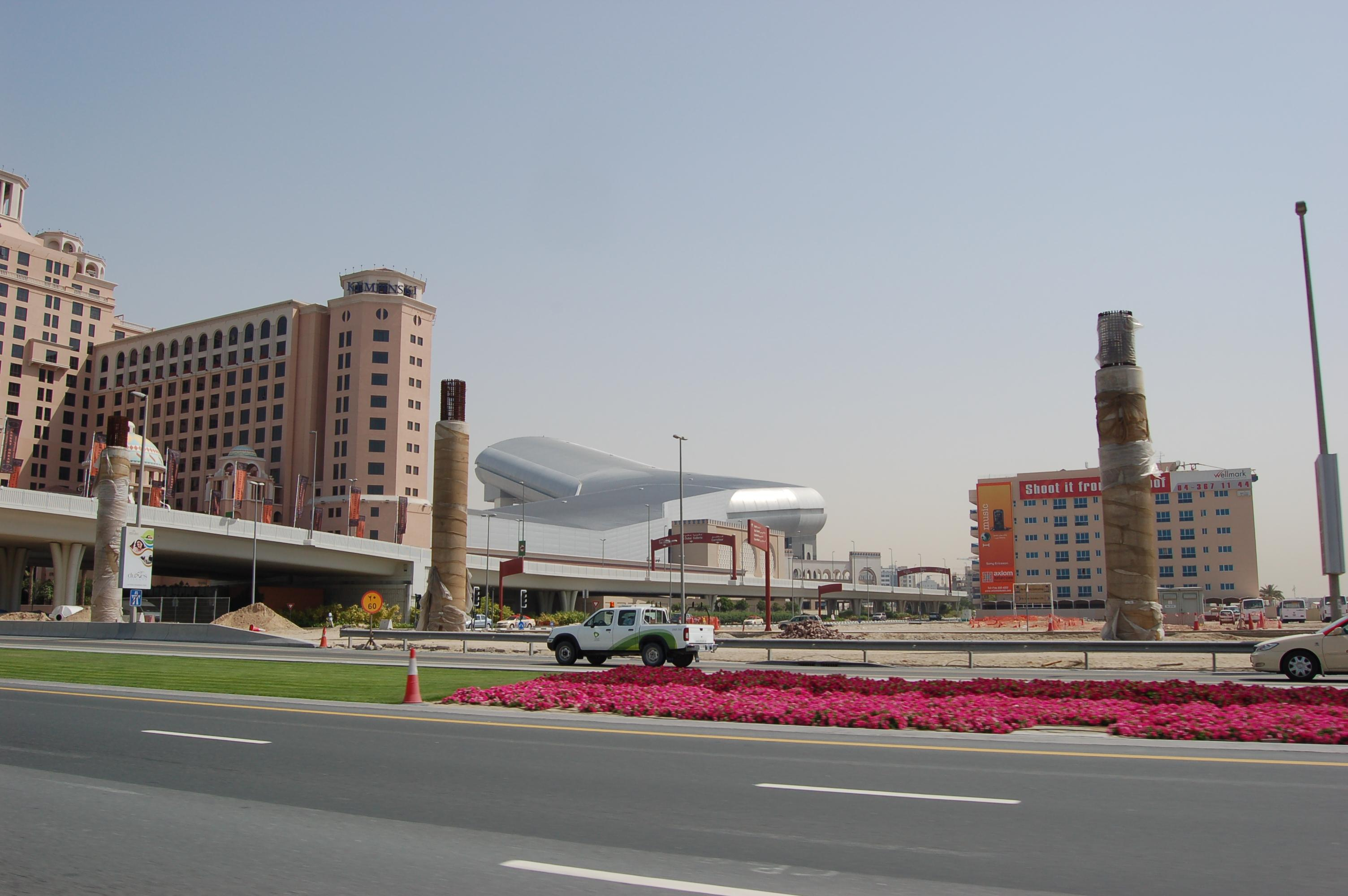
دبي للتزلج يرى من شارع الشيخ زايد
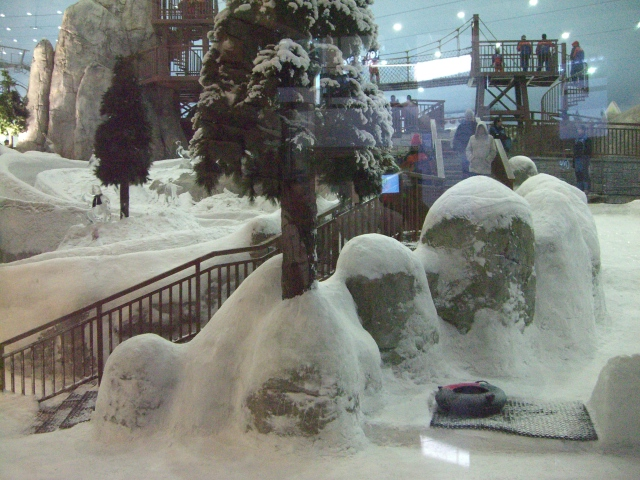
يبحث في سكي دبي من داخل مركز تجاري

## وصلات خارجية
- الموقع الرسمي
- »ماجد الفطيم« ام ايه اف موقع الشركة القابضة
- مطاعم في مول الإمارات موقع فيو دبي